# Gluecifer
Gluecifer ist eine 1994 gegründete Rockband aus Oslo, Norwegen, die sich 2005 auflöste. Ende 2017 kam es zur Wiedervereinigung der Band, die für 2018 mehrere Shows angekündigt hat.

## Geschichte
Die Band produzierte einige Underground-Aufnahmen in den ersten Jahren ihrer Existenz und rief sich bald als Kings of Rock aus.
Im Jahr 1997 gelang der Band durch das Album Ridin’ the Tiger, welches auf dem Label White Jazz erschienen war, der künstlerische und kommerzielle Durchbruch, der sie in der „skandinavischen Rockwelle der späten 1990er“ noch vor den Hellacopters aus Schweden platzierte. Gluecifer und die Hellacopters veröffentlichten zusammen die Split-Alben Respect the Rock (1997) und Respect the Rock America (1999).
Mit dem vierten Album Basement Apes (2002) unterschrieb die Band einen Vertrag bei Sony Music, durch den dann Automatic Thrill (2004) zu ihrem persönlichen Bestseller wurde. Im selben Jahr trat Gluecifer als Vorband auf der Monster-Magnet-Tour auf und erhöhte so ihren Bekanntheitsgrad noch einmal. Die Gruppe war Vorband der Toten Hosen auf deren Friss oder stirb Tour im Jahr 2004. In diesem Jahr spielte Gluecifer insgesamt 101 Konzerte. Dazu schrieb Sänger Biff Malibu das Buch 101 - Ein Jahr auf Tour mit Gluecifer, in dem der den Alltag der Band sowie frühere Erinnerungen beschreibt.
Für die beiden letzten Alben wurde Gluecifer für den Spellemannprisen nominiert.
Für das norwegische Thrillerdrama Izzat steuerte Gluecifer den Song Desolate City bei. Der Song wurde mit der Kompilation Kings of Rock - B-Sides and Rarities im Jahre 2008 veröffentlicht.
Im Juli 2005 gab die Band ihre Trennung bekannt, da Biff Malibu und Raldo Useless keine Motivation mehr hatten. Die Auflösung erfolgte nach einer Abschiedstour Ende 2005.
Gluecifer galt als eine der erfolgreichsten Rockbands Norwegens.
Der Name der Band setzt sich aus den Worten Luzifer bzw. Lucifer und glue (engl. für Leim) zusammen.
Captain Poon, Gitarrist und Backgroundsänger von Gluecifer, gründete etwa ein Jahr nach der Auflösung die Band Bloodlights. Der Schlagzeuger Danny Young spielt u. a. bei Bela B. y Los Helmstedt und zusammen mit Gitarrist Raldo Useless bei der Band Smoke Mohawk.
Im Film The Social Network ist das Lied Black Book Lodge als Teil des Soundtracks zu hören.
Am 9. Oktober 2015 wurden alle fünf regulären Studioalben von Gluecifer, unter Captain Poons eigenem Label Konkurs Productions, als LPs neu veröffentlicht.
2016 war Captain Poon als Gitarrist mit Marky Ramone’s Blitzkrieg auf Tour.
Am 21. November 2017 wurde auf den Social-Media-Seiten von Gluecifer ein gemeinsames Konzert der Band für das Azkena Rock Festival in Bilbao im Juni 2018 angekündigt. Darauf folgten weitere angekündigte Auftritte, bisher wurden acht Termine bestätigt.

## Diskografie

### Alben
- 1997: Ridin’ the Tiger
- 1998: Soaring with Eagles at Night to Rise with the Pigs in the Morning
- 2000: Tender Is the Savage
- 2002: Basement Apes
- 2004: Automatic Thrill

### Singles, EPs und Splits
- 1995: God’s Chosen Dealer
- 1996: Dick Disguised as Pussy
- 1997: Leather Chair
- 1997: Shitty City
- 1997: Dambuster
- 1997: Respect the Rock (10", Split mit The Hellacopters)
- 1998: Mano-A-Mano
- 1998: Lard Ass Hagen
- 1998: Get the Horn
- 1998: Go Away Man
- 1998: The Year of Manly Living
- 1998: Boiler Trip (Split mit Electric Frankenstein)
- 1999: Lord of the Dusk
- 1999: Gary O’Kane
- 1999: Get That Psycho Out of My Face
- 1999: Rock ’N Roll / Just What the Doctor Ordered (Split mit Murder City Devils)
- 1999: Respect the Rock America (Split mit The Hellacopters)
- 2000: Get the Horn (10")
- 2000: The General Says Hell Yeah!
- 2002: Easy Living
- 2002: Reversed (EP)
- 2002: Losing End
- 2003: Ritual Savage (10", Split mit Danko Jones, Peter Pan Speedrock)
- 2004: A Call from the Other Side
- 2004: Here Come the Pigs

### Kompilationen
- 1996: Nineteen Inches of Rock
- 2002: Head to Head Boredom
- 2008: Kings of Rock – B-Sides and Rarities

### Videoalben
- 2004: Royally Stuffed
- 2008: Farewell to the Kings of Rock